# Гочоб
Гочоб (авар. Гьочоб — в лощине)— село (аул) в Чародинском районе Дагестана. Муниципальное образование Гочобского сельсовета в составе Чародинского района.

## Известные уроженцы
- Даганов, Абдулла Газимагомедович (1940—2012) — дагестанский поэт, переводчик, публицист[3]. Кавалер ордена Дружбы. Народный поэт Республики Дагестан[4].
- Дибиров, Магомед-Кади Дибиргаджиевич (1875—1929) — дагестанский просветитель, религиозный и общественно-политический деятель[5].